# Kastanienbaum von La Treille

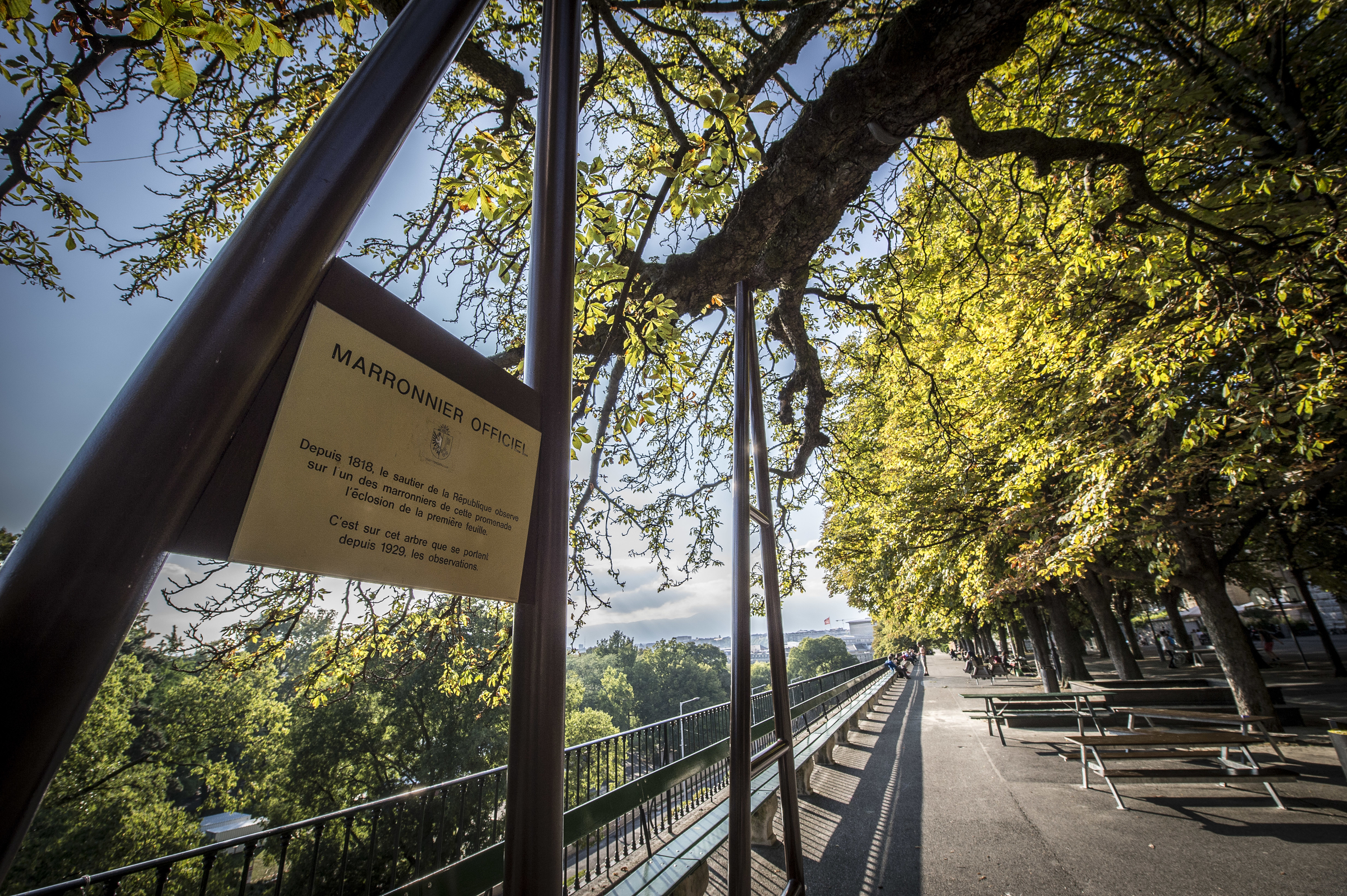
Plakette unterhalb des Marronnier officiel

Der Kastanienbaum von La Treille (auch:  le marronnier de la Treille und Marronnier officiel de Genève, deutsch: offizielle Genfer Kastanie) ist ein ausgewählter Rosskastanienbaum in Genf auf der Promenade de la Treille. Jedes Jahr wird der Baum vom Sekretär des Grossen Rats von Genf (das lokale Parlament) beobachtet, und das Spriessen des ersten Blattes wird aufgezeichnet und öffentlich als Frühlingsanfang verkündet.

## Geschichte
Die Reihe der Aufzeichnungen begann 1818; sie bildet die älteste Aufzeichnung phänologischer Ereignisse in der Schweiz und ist eine der lebendigen Traditionen in der Schweiz. Im Jahr 2022 wurde das erste Blatt am 10. März beobachtet, was den Beobachtungen der letzten Jahre entspricht.
Ab 1808 beobachtete Marc-Louis Rigaud regelmässig einen Kastanienbaum auf der Promenade de la Treille in Genf und notierte das Datum, an dem sich die erste Knospe des Baumes öffnete. Im Jahr 1818 wurde ein offizieller Baum ausgewählt, und der sautier (der Sekretär des Grossen Rats von Genf) wurde damit beauftragt, den Baum regelmässig zu beobachten und das Datum der Öffnung in einem offiziellen Register festzuhalten. Dieses Ereignis wird dann der Presse und der Öffentlichkeit bekannt gegeben, um den Beginn des Frühlings anzuzeigen.
Der 1818 ausgewählte Baum ging zu Beginn des 20. Jahrhunderts ein, und 1905 wurde ein neuer Baum ausgewählt. Nach dessen Ende im Jahr 1929 wurde ein dritter Baum ausgewählt, der kurz nach der letzten Aufzeichnung, am 13. März 2015, aufgrund einer Pilzinfektion einging. Ein vierter Baum wurde im September 2015 ausgewählt, direkt gegenüber dem Tour Baudet de l’Hôtel de Ville, dem Regierungssitz von Genf seit 1488.

## Klima

Daten des Öffnens der ersten Knospe des offiziellen Kastanienbaums, zwischen 1818 und 2022

Die seit 1818 gesammelten Daten des Austriebs der ersten Knospe der Amtskastanie bilden die älteste phänologische Aufzeichnungsreihe der Schweiz und eine der ältesten der Welt.
Trotz der grossen jährlichen Schwankungen der Daten zeigen die Daten im Laufe des 20. Jahrhunderts einen Trend zu einer immer früheren Öffnung, mit einem Rekord im «Frühjahr 2003», in dem die Öffnung bereits am 29. Dezember 2002 stattfand. Nach Angaben von MeteoSchweiz, dem Schweizer Bundesamt für Meteorologie und Klimatologie, spielt die globale Erwärmung eine Rolle bei dieser Veränderung, ebenso wie andere Faktoren, die mit der städtischen Umwelt zusammenhängen und die Wärmemenge in der Stadt erhöhen. Ab 2015 ist jedoch eine Umkehrung dieses Trends zu beobachten, die Knospen öffneten sich später in den seitdem vergangenen Jahren. Der Grund für diese Umkehrung ist nicht bekannt, obwohl er möglicherweise mit dem neuen Baum zusammenhängt, der für die Beobachtungen verwendet wird.

## Bilder

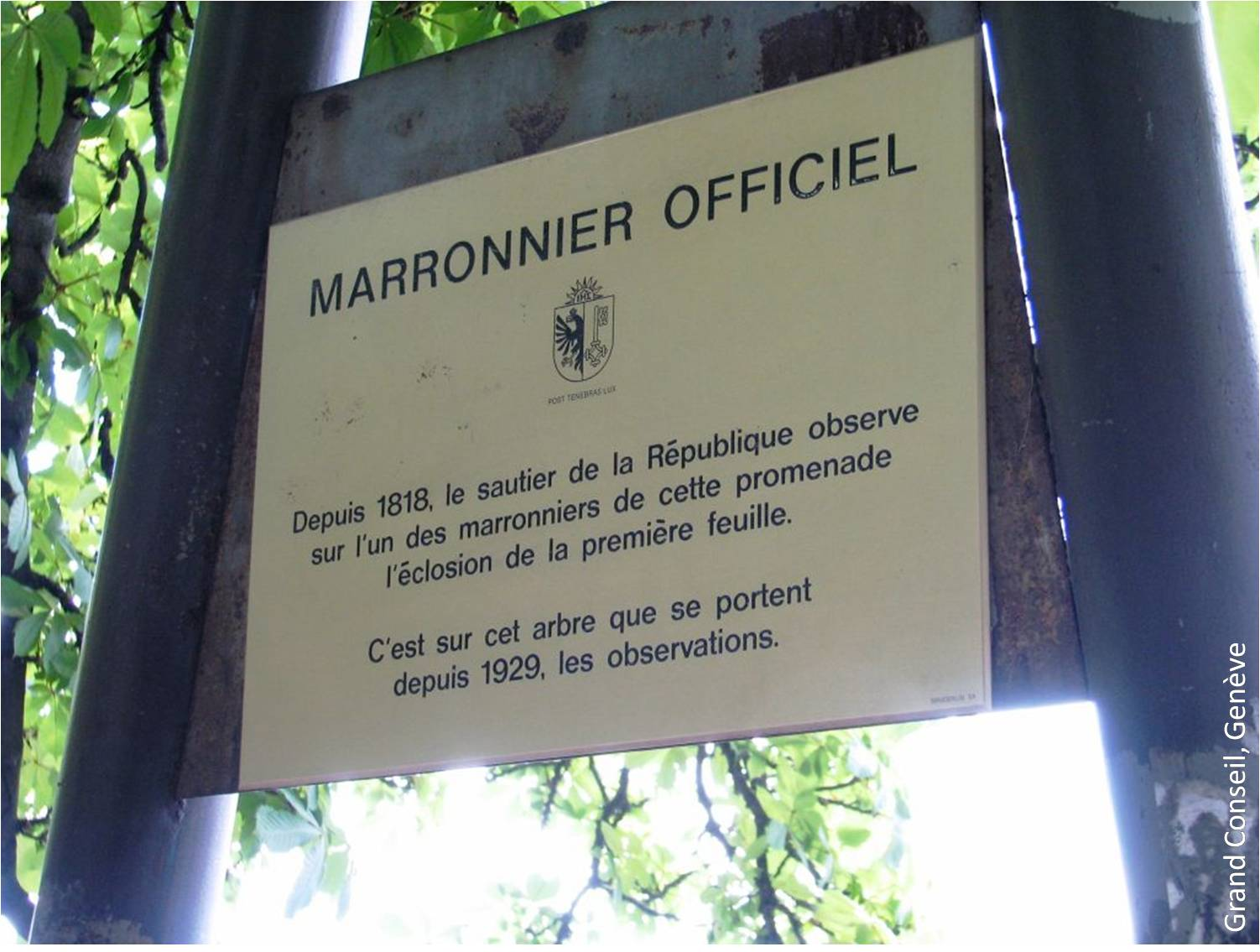
Das Schild, das den dritten offiziellen Baum im Jahr 2009 anzeigt
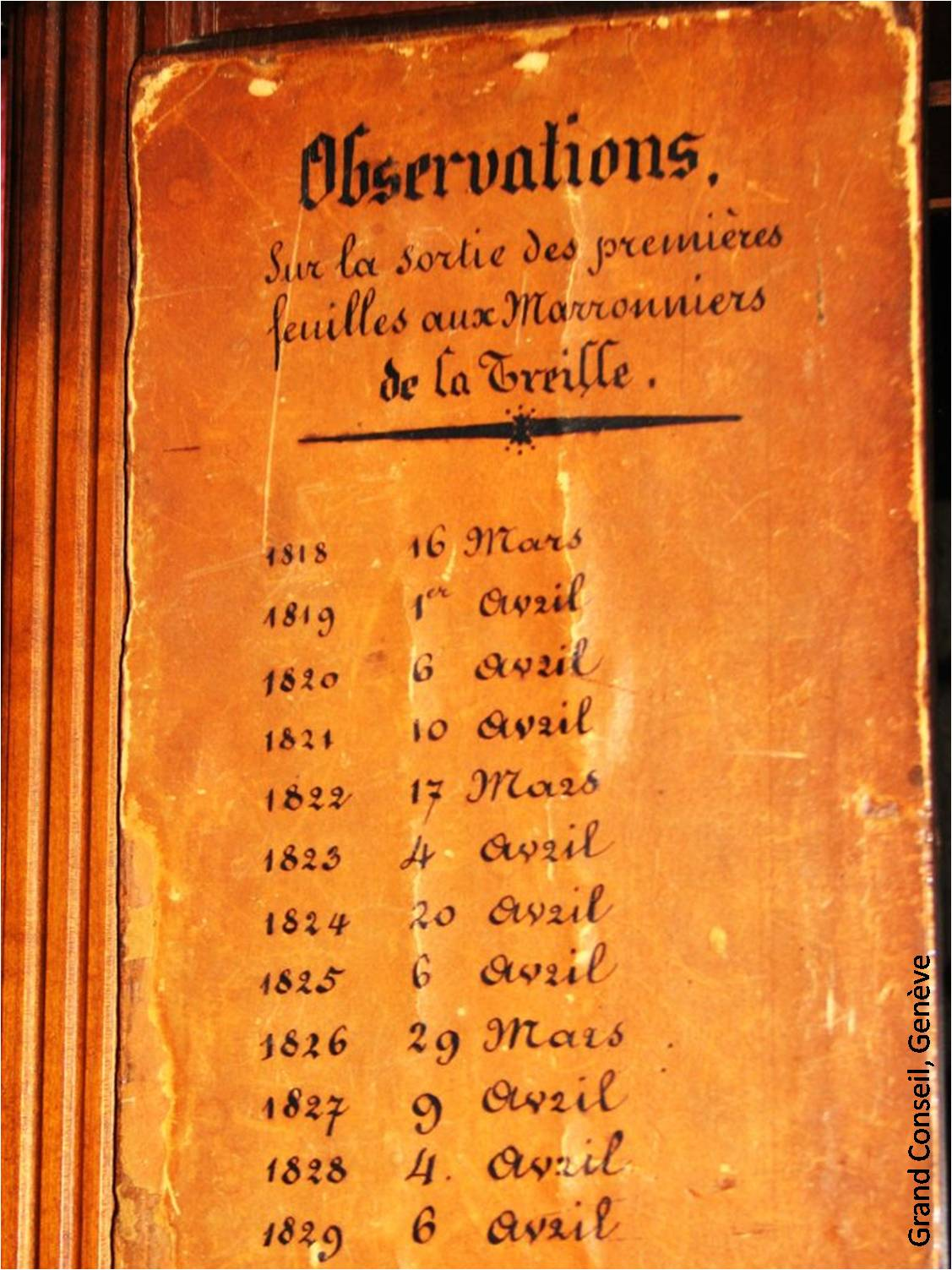
Register, das die Öffnung der ersten Knospe zwischen 1818 und 1829 verzeichnet
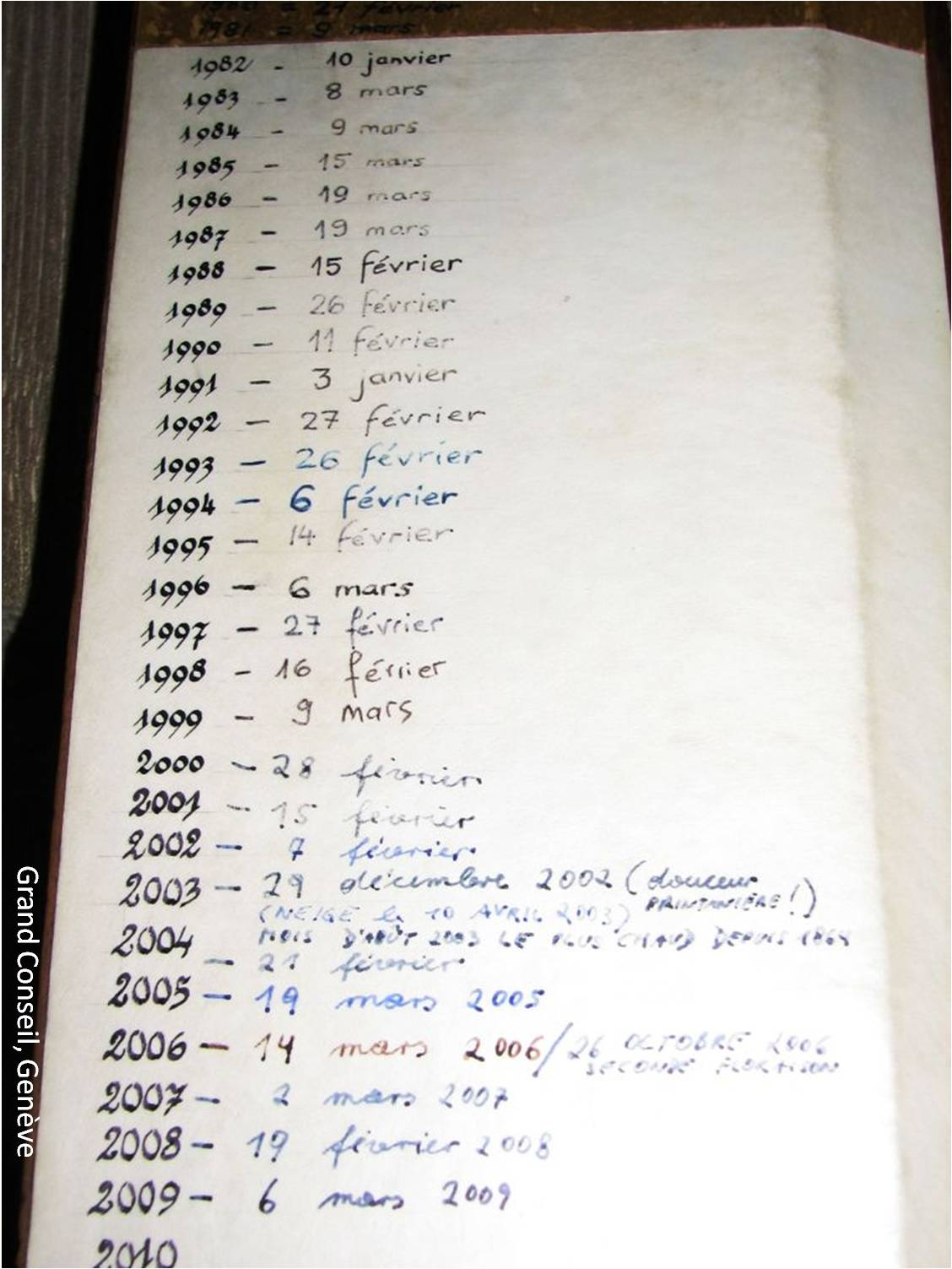
Register für das Öffnen der ersten Knospe, zwischen 1982 und 2009
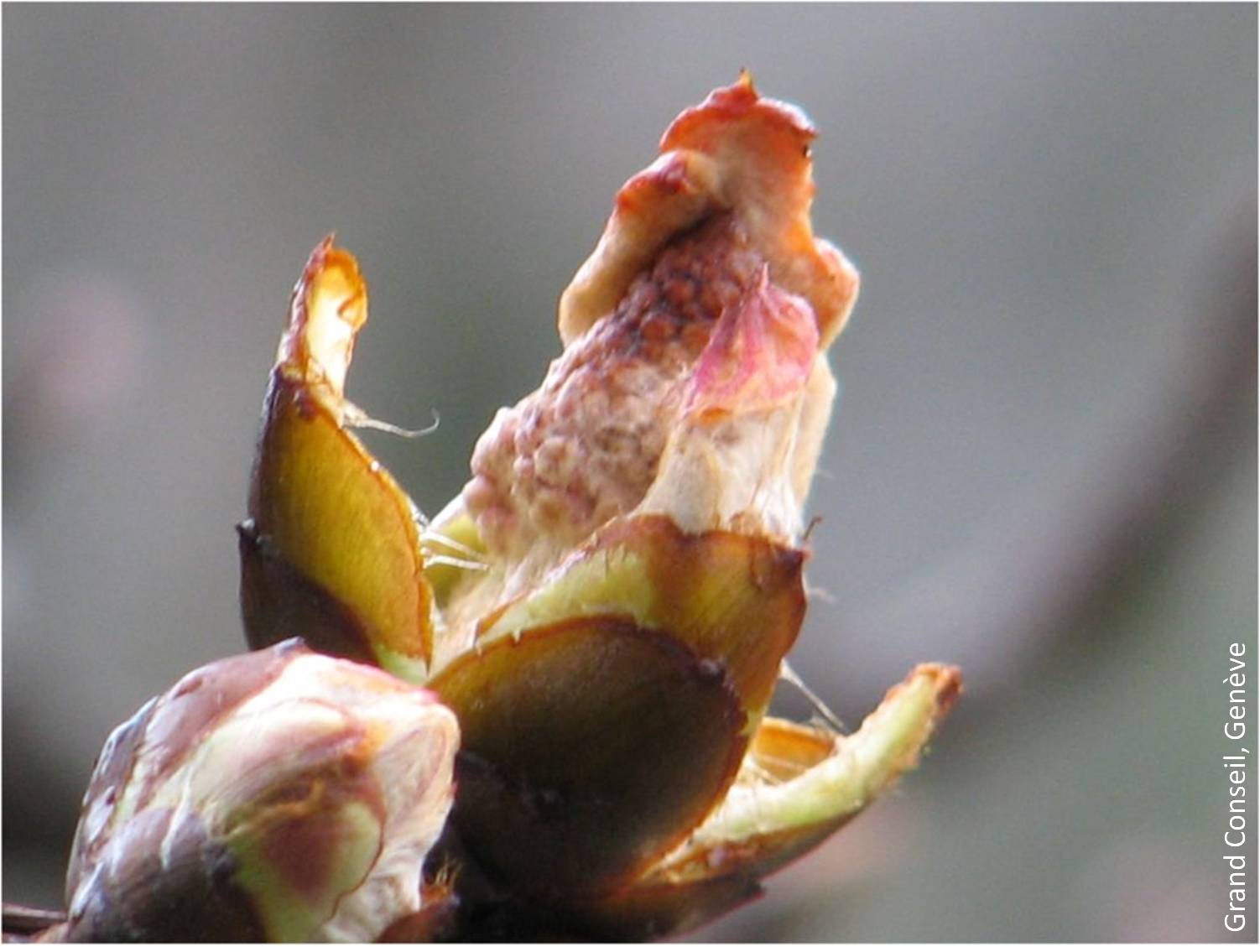
Eröffnung der ersten Knospe am 6. März 2009
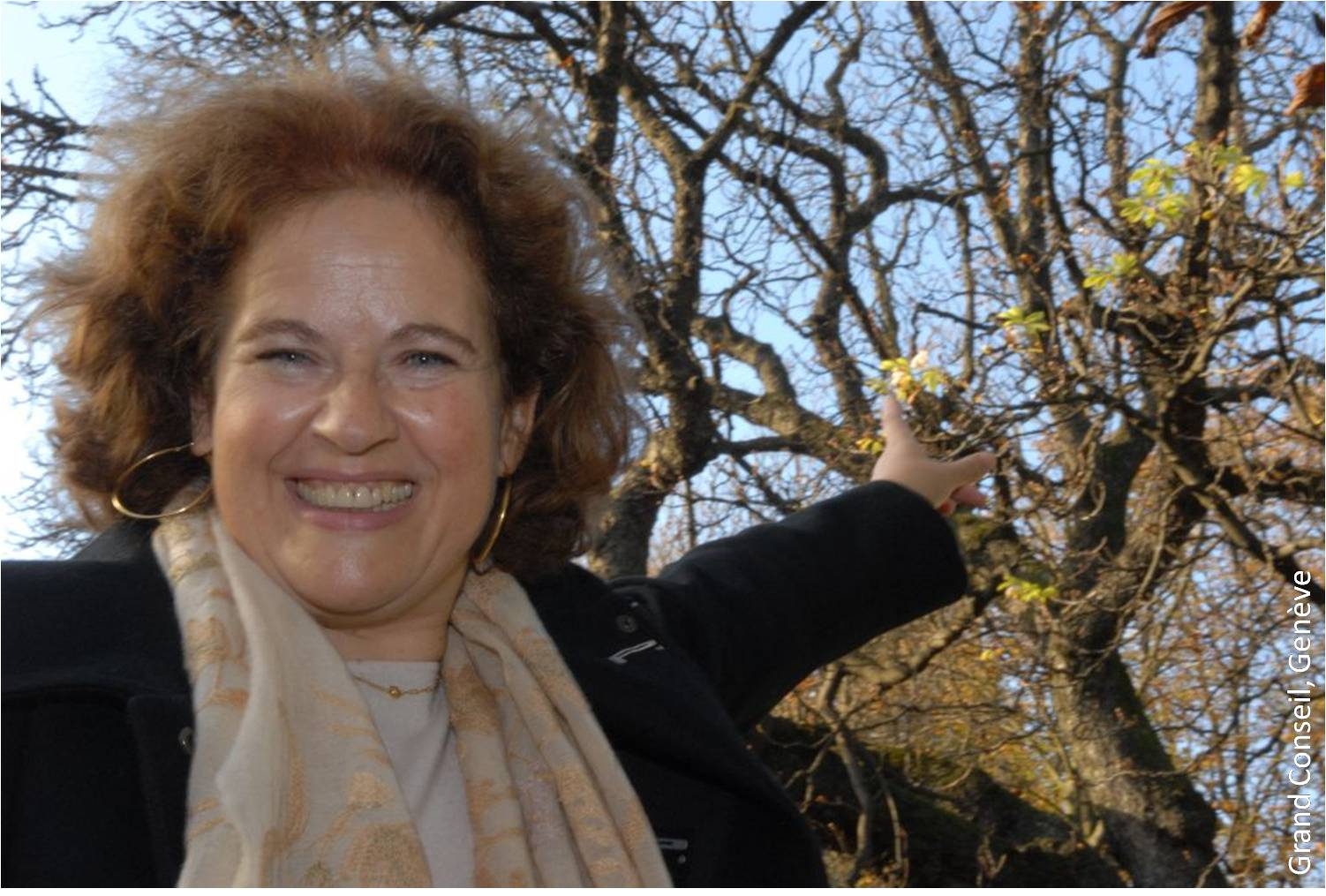
Maria Anna Hutter, die sautière, zeigt den offiziellen Baum im Jahr 2009